# Руїена
Руїена (латис. Rūjiena) — невелике місто в Руїенському краю Латвії, в історичному районі Ліфляндії.

## Географія
Розташоване за 146 км від столиці Риги та за 15 км від державного кордону з Естонією.

## Назви
- Руїена (латис. Rūjiena;  вимова)
- Руєн (нім. Rujen)
- Руя (ест. Ruhja)

## Історія
У XIII столітті в районі Руїена Лівонським орденом був побудований замок. Вперше місто згадується в історичних записах XIV століття. Під час Лівонської війни у 1560 році російські окупанти зруйнували місто дощенту, але пізніше воно було знову відновлене. Однак за час майже 20-річної Великої Північної війни місто було знову зруйновано. В результаті цієї війни місто стало частиною Російської імперії.
У 1807 році пастор Густав Бергманіс (латис. Gustavs Bergmanis) видав у друкарні міста перший збірник латиських народних пісень.
У 1920 році Руїена офіційно одержала статус міста.

## Уродженці
- Артурс Алберінгс — прем'єр-міністр Латвії